# Heterocepon marginatum
Heterocepon marginatum är en kräftdjursart som beskrevs av Sueo M. Shiino1936. Heterocepon marginatum ingår i släktet Heterocepon och familjen Bopyridae. Inga underarter finns listade i Catalogue of Life.